# Alberto Abascal Ruiz
Alberto Abascal Ruiz (Santander, 1899-Santander, 27 de noviembre de 1947) fue un político montañés, alcalde de Santander entre los años 1944 y 1946.
Procurador en las Cortes Españolas durante la primera legislatura del período franquista. Consejero Nacional en representación del municipio de Santander.

## Posguerra
Tras el incendio de 1941 se plantea la reconstrucción de la ciudad asolada por la mayor catástrofe de su historia. Había dos alternativas la reconstrucción tal cual era, opción defendida por el concejal Pedro Escalante, o la expropiación previa al proyecto de un nuevo trazado urbano. Propietarios y comerciantes apostaron por reconstruir, mientras el Ayuntamiento prefería empezar de cero. La opción adoptada suscitó una ola de protestas encabezadas por la Cámara de la Propiedad Urbana. 
En marzo del 44 Emilio Pino llega a las manos con el presidente de la Diputación, Francisco de Nárdiz y Pombo, tras discutir por un solar expropiado copropiedad del segundo en el número 1 de la calle Santa Clara.
Tanto el Gobierno Civil como la Falange comenzaron a desconfiar de la gestión municipal, siendo destituido Emilio Pino Patiño (1937-1944) y nombrado Alberto Dorao y Díez Montero (1944) y posteriormente José María Arrarte (1944).
El gobernador civil Reguera Sevilla aprovechó el incidente para poner la corporación municipal al servicio de Falange nombrando alcalde a Alberto Abascal.
En 1944 Abascal es nombrado Alcalde de Santander, función que desempeñaría durante menos 2 años hasta 1946.
Inaugura el 23 de agosto de 1945 el Auditórium la “Alameda de Cacho” (también conocido como “Odeón”),

## Parlamentario
En la I Legislatura de las Cortes Españolas (1943-1946), corresponde al alcalde de Santander el cargo de procurador en Cortes (Administración Local), nato por tratarse de un alcaldes de capitales de provincia y de Ceuta y Melilla. Toma posesión el 27 de mayo de 1944 y continúa hasta el 28 de febrero de 1946.
| Predecesor: Emilio Pino Patiño | Alcalde de Santander 1944-1946 | Sucesor: Manuel González-Mesones |